# Kyanzittha
Kyanzittha, também Kyansittha; (21 de julho de 1030 — por volta de 1112) foi um dos reis da dinastia de Pagã da Birmânia, reinando de 1084 a 1112. Ele é considerado um dos maiores monarcas da Birmânia. Sua continuação das reformas sociais, econômicas, culturais e religiosas, iniciada por seu pai o rei Anawrahta, transformou o reino em uma grande potência regional. Seu reino é geralmente considerado como o momento em que a assimilação de várias tradições culturais (Mon e  Pyu) começaram a fundir-se com uma tradição cultural birmanesa que posteriormente viria a dominar o vale do Irrawaddy.
Em sua juventude, Kyanzittha foi um general popular e bem sucedido, liderando grandes campanhas militares de Anawrahta.

## Assuntos Religiosos
Guiado por Shin Arahan, Kyanzittha continuou as políticas de Anawrahta para reformar o budismo de Pagã, que era uma mistura de Ari Budismo, Maaiana Budismo, Teravada Budismo e Hinduísmo. Ele deu santuário para os budistas que fugiam da Índia (que tinha acabado de cair sob o domínio muçulmano). O rei ouviu durante três meses histórias dos refugiados e encantado com a descrição do grande templo de caverna de Ananta, nas colinas de Udayagiri em Orissa, o rei procurou imitá-lo construindo o templo de Ananda. Ele também completou o Pagode Shwezigon que Anawrahta tinha iniciado.